# Bertha Krupp
Pour les articles homonymes, voir Krupp.

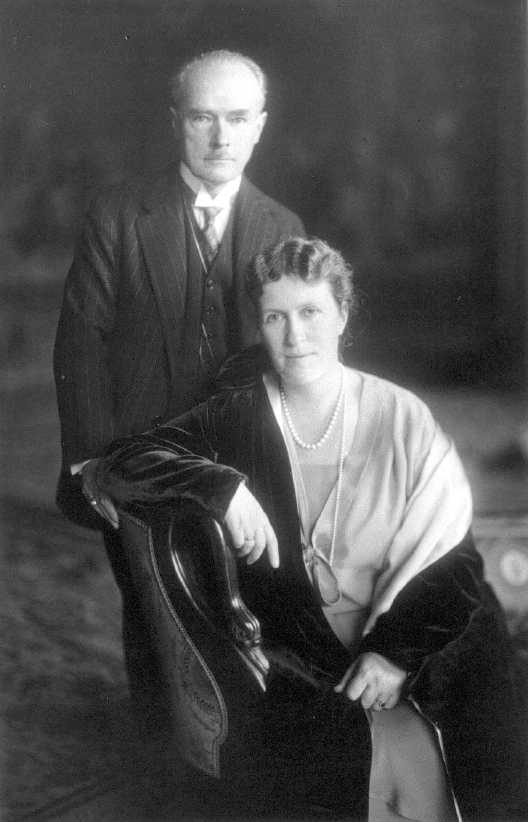
Bertha et son mari, le diplomate Gustav von Bohlen und Halbach (1927).

Bertha Krupp (née le 29 mars 1886 - morte le 21 septembre 1957) est la fille de Friedrich Alfred Krupp et de Margarethe von Ende. Elle est la petite-fille d'Alfred Krupp. Son prénom a été donné à un célèbre canon allemand de la Première Guerre mondiale, « la grosse Bertha ». 

## Biographie
À la mort de son père Friedrich Alfred Krupp en 1902, Bertha Krupp est seule héritière de l'empire industriel Krupp AG. Encore mineure, ses intérêts sont gérés par sa mère Margarethe Krupp, née baronne von Ende, fille du haut président August von Ende.
Par l'entremise de l’empereur Guillaume II, elle se marie en 1906 avec un diplomate prussien, le baron Gustav von Bohlen und Halbach, à qui elle donnera huit enfants. Avec l'accord exprès du souverain, le couple obtient l'autorisation d'associer les deux noms « Krupp-von Bohlen und Halbach », aussi longtemps que l'entreprise resterait un bien familial.
Après rachat des actions de sa sœur Barbara, la baronne Bertha Krupp von Bohlen und Halbach conserva pratiquement la totalité des actions du conglomérat Krupp AG ; mais en 1941, Gustav Krupp fut frappé d'une attaque cérébrale et sa santé déclina au fil des mois. Compte tenu du rôle central de Krupp AG dans le complexe militaro-industriel allemand, Adolf Hitler décréta en 1943 par la Lex Krupp de transférer directement la totalité de l'entreprise au fils de Bertha, Alfried Krupp von Bohlen und Halbach. Bertha se retira avec son époux Gustav dans un chalet du Tyrol et y demeura jusqu'à la fin des hostilités. En 1945, son mari et son fils Alfried furent arrêtés par les Alliés et inculpés de crime de guerre ; son mari Gustav, jugé trop malade, et son fils aîné échappèrent au premier procès de Nuremberg. Alfried ne sera ensuite condamné que lors du procès Krupp, mené par les Américains, à une peine de douze ans de prison.
Au milieu des années 1950, Bertha Krupp fit don d'un terrain à la communauté franciscaine d'Essen-Bedingrade pour y édifier une église. Une inscription sur un bloc erratique près du clocher rappelle cette donation.

## Source de la traduction
- (de) Cet article est partiellement ou en totalité issu de l’article de Wikipédia en allemand intitulé « Bertha Krupp von Bohlen und Halbach » (voir la liste des auteurs).